# Полезине Камерини (Ровиго)
Полезине Камерини је насеље у Италији у округу Ровиго, региону Венето.
Према процени из 2011. у насељу је живело 265 становника. Насеље се налази на надморској висини од -3 м.